# Emisje radiowe stosowane w krótkofalarstwie
Emisje radiowe stosowane w krótkofalarstwie

## Analogowe
- CW - fala ciągła z kluczowaną nośną: A1A
- SSB - telefonia jednowstęgowa z wytłumioną falą nośną: J3E
- FM - telefonia z modulacją częstotliwości: F3E

## Cyfrowe
- Hell
- PSK31
- RTTY
- FSK
- MFSK
- PACTOR
- PACTOR II/III
- AMTOR
- G-TOR
- MT63
- ROSS
- V4
- Clover
- QAM
- Packet Radio
  - HF Packet
  - VHF Packet
- THROB
- D-STAR
- WSPR

## Emisje przeznaczone dla radiowej służby amatorskiej
| Przeznaczenie                                    | Rodzaj emisji                                 |
| ------------------------------------------------ | --------------------------------------------- |
| Telefonia                                        | A3E - F3E - G3E - J3E - K3E - L3E - M3E - R3E |
| Telegrafia do odbioru słuchowego                 | A1A - A2A                                     |
| Telegrafia do odbioru automatycznego - RTTY      | F1B - F2B - J2B                               |
| Transmisja danych, telemetria, zdalne sterowanie | A1D - A2D - F1D - F2D - J2D                   |
| Telewizja (kanał wizyjny)                        | A3F - C3F - F3F - J3F                         |
| Fototelegrafia – SSTV                            | A1C - A2C - A3C - F1C - F2C - F3C - J2C - J3C |
| Packet Radio                                     | F2B na UKF, J2B na KF                         |